# Eurostacris puncticrus
Eurostacris puncticrus är en insektsart som beskrevs av Marius Descamps 1978. Eurostacris puncticrus ingår i släktet Eurostacris och familjen Romaleidae. Inga underarter finns listade i Catalogue of Life.